# Spiegel-Gruppe
Der Spiegel-Konzern (im öffentlichen Auftritt meist Spiegel-Gruppe) ist ein Medienkonzern, dessen Mutterunternehmen die Rudolf Augstein GmbH und dessen Eigentümer mehrheitlich die Kommanditgesellschaft Beteiligungsgesellschaft für Spiegel-Mitarbeiter mbH & Co., die Gruner + Jahr GmbH sowie die Erbengemeinschaft Augstein sind.
Die Rudolf Augstein GmbH hält 1 Prozent der Kommanditanteile an der Spiegel-Verlag Rudolf Augstein GmbH & Co. KG und 75,1 Prozent der Anteile am Manager Magazin Verlag. Außerdem obliegt ihr als Komplementärin die Geschäftsführung.
An der Rudolf Augstein GmbH sind die Spiegel-Mitarbeiter KG mit 50,5 Prozent, Gruner + Jahr mit 25,5 Prozent und die Erben von Rudolf Augstein mit 24 Prozent beteiligt. Rudolf Augstein verkaufte 1971 25 Prozent der Anteile an Gruner + Jahr und schenkte 1974 der Spiegel-Mitarbeiter KG 50 Prozent der Anteile. In seinem Testament verfügte er, dass seine Erben an die beiden übrigen Gesellschafter jeweils 0,5 Prozent der Anteile verkaufen müssen und somit ihre Sperrminorität verlieren.

## Finanzzahlen
Die Umsatzerlöse des Konzerns Rudolf Augstein GmbH verteilten sich laut den Konzernabschlüssen 2006, 2011, 2016 und 2020 so auf die einzelnen Geschäftsbereiche:
| Sparte                      | Umsatz 2020 (Mio. €) | Umsatz 2016 (Mio. €) | Umsatz 2011 (Mio. €) | Umsatz 2006 (Mio. €) |
| --------------------------- | -------------------- | -------------------- | -------------------- | -------------------- |
| Vertrieb                    | 130 (50,8 %)         | 124 (46,1 %)         | 137 (43,1 %)         | 118 (35,1 %)         |
| Online-Anzeigen             | 49 (19,1 %)          | 42 (15,6 %)          | 32 (10,1 %)          | 20 (5,9 %)           |
| Print-Anzeigen              | 32 (12,5 %)          | 55 (20,4 %)          | 92 (28,9 %)          | 133 (39,6 %)         |
| Film- und Fernsehproduktion | 35 (13,7 %)          | 37 (13,8 %)          | 46 (14,5 %)          | 51 (15,2 %)          |
| übrige                      | 10 (3,9 %)           | 11 (4,1 %)           | 11 (3,4 %)           | 14 (4,2 %)           |
| Summe                       | 256 (100,0 %)        | 269 (100,0 %)        | 318 (100,0 %)        | 336 (100,0 %)        |

Der Umsatz der Spiegel-Gruppe stieg zunächst von 306,5 Millionen Euro im Jahr 2003 auf 352,5 Millionen Euro im Jahr 2007 und sank anschließend auf 256,4 Millionen Euro im Jahr 2020. Der Bruttoanzeigenumsatz des Printmagazins ist von 184,4 Millionen Euro im Jahr 2003 auf 84,66 Millionen Euro im Jahr 2020 gesunken. Die Absatzmärkte sind überwiegend Deutschland, aber auch das deutschsprachige und europäische Ausland.
Auffällig ist, dass die Anzeigenerlöse 2020 nicht mal mehr 40 % am Erlös der Textmedien ausmachen. Längst bezahlen die Leser durch Digitalabo und Heftkauf mehr als die Anzeigenkunden. Auch machen Online-Anzeigen 62 % gegenüber 38 % für Printanzeigen aus. Die Monetarisierung eines großen Online-Mediums ist erfolgreich.

## Spiegel-Verlag Rudolf Augstein GmbH & Co. KG
Der Spiegel-Verlag gibt das Hauptobjekt des Spiegel-Konzerns, das von dem auch als Geschäftsführer des Verlags tätig gewesenen Rudolf Augstein gegründete Nachrichtenmagazin Der Spiegel, sowie zugehörige Nebenobjekte heraus, vermarktet die Print- und Online-Objekte des Spiegel-Konzerns und erbringt zentrale Dienstleistungen für Tochtergesellschaften. Die Spiegel-Mitarbeiter KG hält 50,5 Prozent der Kommanditanteile, die RM Hamburg Holding GmbH 25,5 Prozent und die Erben von Rudolf Augstein 24,0 Prozent.
Ursprünglich gehörte ein Viertel der Anteile Gruner + Jahr. Im August 2021 gab RTL Deutschland die Übernahme eines Großteils von Gruner + Jahr bekannt, das seit Januar 2022 als Gruner + Jahr Deutschland GmbH firmiert. Die Anteile am Spiegel-Verlag verblieben zusammen mit Applike, der DDV Mediengruppe und Territory in der RM Hamburg Holding GmbH und damit direkt bei Bertelsmann.

### Geschäftsführer
Geschäftsführer neben Rudolf Augstein waren vom 1. Januar 1962 bis zum 31. Dezember 1983 Hans Detlev Becker, vom 1. Januar 1984 bis 31. Dezember 1986 Matthias Ginsberg, vom 1. August 1987 bis zum 31. Juli 1991 Adolf Theobald und ab dem 1. August 1991 Karl Dietrich Seikel. Am 1. Januar 2007 löste der vormalige Geschäftsführer des Dresdner Druck- und Verlagshauses, Mario Frank, Seikel ab. Ihm folgte am 15. September 2008 der vorherige Verlagsgeschäftsführer der Stern-Gruppe Ove Saffe. Seit dem 11. Februar 2015 ist Thomas Hass, zuvor Leiter des Vertriebsmarketings und Vorsitzender der Mitarbeiter KG, Geschäftsführer des Verlags. Am 22. Juni 2020 wurde Stefan Ottlitz ebenfalls in die Geschäftsführung berufen und Thomas Hass zum Vorsitzenden der Geschäftsführung ernannt.

### Druck und Vertrieb
Seit Januar 2015 werden die Zeitschriften von Mohn Media in Gütersloh und Stark Druck in Pforzheim im Offsetdruckverfahren gedruckt. Zuvor wurden sie von Prinovis in Ahrensburg und Dresden im Tiefdruckverfahren gedruckt. Den Vertrieb übernimmt der Deutsche Pressevertrieb.

### Verlagsgebäude

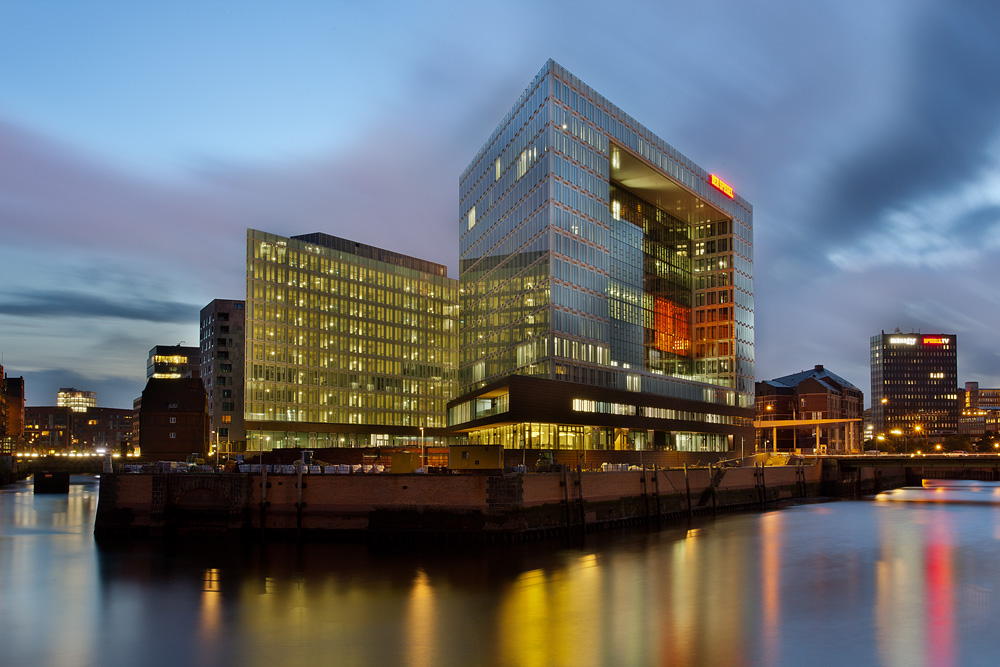
Der Neubau zur blauen Stunde von der Oberhafenbrücke aus gesehen

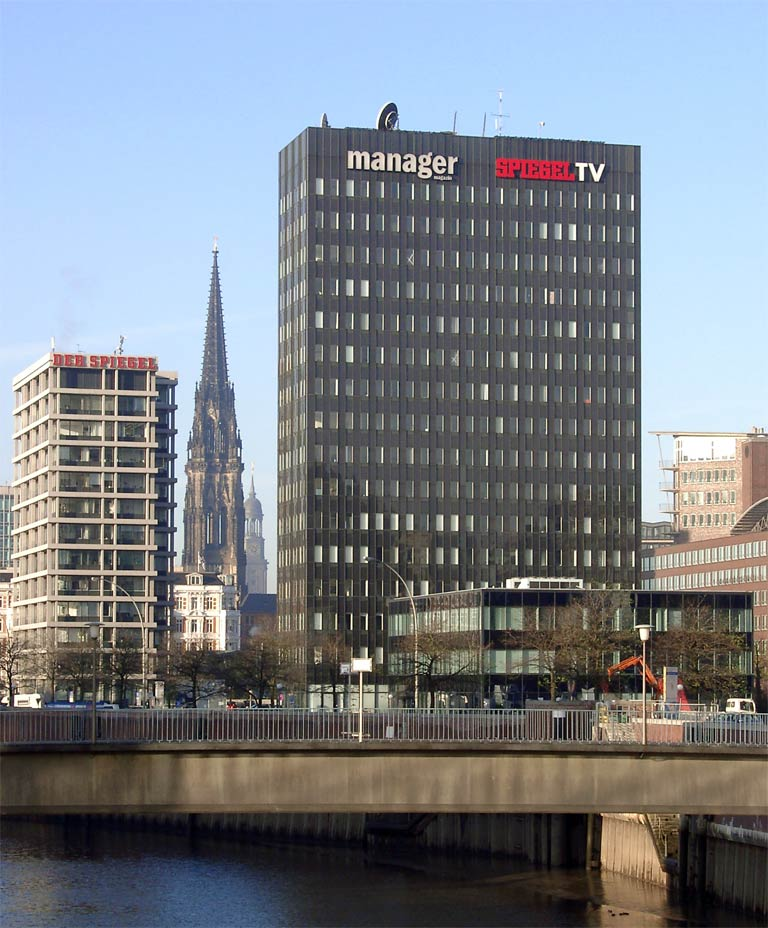
Die ehemaligen Gebäude des Spiegel-Verlags. Links das 1969 fertiggestellte Gebäude, rechts das 1996 von IBM übernommene Gebäude

Von 1947 bis 1952 hatte der Verlag seinen Sitz im Anzeiger-Hochhaus in Hannover und von 1952 bis 1969 war er im Pressehaus in Hamburg ansässig, in dem sich auch die Redaktionen der Zeit und des Sterns befanden. 1969 zog der Verlag an die Brandstwiete. Auf dem langgestreckten dreieckigen Grundstück zwischen Willy-Brandt-Straße, Dovenfleet und Brandstwiete hatte Werner Kallmorgen zwei Bauten errichtet: Ein 1967 fertiggestelltes Gebäude mit glatter dunkler Glasfassade, das der Spiegel-Verlag 1996 von IBM übernahm, und das 1969 fertiggestellte Gebäude des Spiegel-Verlags mit betonten tragenden Elementen, für dessen Bau 1967 der Dovenhof abgerissen wurde. Im September 2011 zog der Verlag in das Spiegel-Gebäude Ericusspitze, das in der HafenCity auf der ehemaligen Bastion Ericus nach Entwürfen des dänischen Architekten Henning Larsen errichtet worden war. Die ehemaligen Verlagsgebäude wurden saniert und um drei weitere Gebäude ergänzt. Die denkmalgeschützte Spiegel-Kantine wird seit Oktober 2012 im Museum für Kunst und Gewerbe Hamburg ausgestellt.
Koordinaten: 53° 32′ 44,5″ N, 10° 0′ 13,2″ O

### Periodika
- Der Spiegel (seit 1947)
- Spiegel Geschichte (seit 2009)
- Spiegel Edition (seit 2016)
- Spiegel Wissen (seit 2009)[21]
- Spiegel Chronik (seit 1997)[22]
- Spiegel Coaching (seit 2019)[23]
- Spiegel Biografie (seit 2015)[24]
- Dein Spiegel (seit 2009)
- New Scientist (2012–2013)
- Spiegel Job (2013–2014)
- Spiegel Classic (2017)[25]
- Spiegel Fernsehen (2017)[26]
- Spiegel Expedition (2018)[27]

### Supplements
- Kultur Spiegel (1995–2015)[28]
- Uni Spiegel (1998–2019)[29]
- Literatur Spiegel (2015–2019)[30]
- Wohl (2017–2019)[30]
- Spiegel Geld (seit 2020)
- Spiegel Start (2021–2023)
- Spiegel Bestseller (seit 2019)
- S-Magazin (seit 2017)
- Spiegel Leben (seit 2021)

### Tochterunternehmen

#### Spiegelnet GmbH
- QS Quality Service GmbH: Verlags- und Servicedienstleistungen für die Spiegel-Gruppe und externe Mandanten[31]
- Quality Channel GmbH: Online-Vermarktungsgemeinschaft der Spiegel-Gruppe[32]
  - Spiegel Tech Lab GmbH (100 %): Konzeption und Entwicklung von Mobil- und Web-Angeboten[33]
  - Synaptikon GmbH (12,5 %)
  - next media accelerator Beteiligungsgesellschaft mbH & Co. KG (9,9 %)
  - next media accelerator 2 Beteiligungsgesellschaft mbH & Co. KG (6,7 %)

#### Spiegel TV GmbH
Die Spiegel TV GmbH stellt das Spiegel TV Magazin sowie weitere Fernsehformate, Reportagen und Dokumentationen für private und öffentlich-rechtliche Sender her und betreibt das Web-TV „spiegel.tv“. Sie ist außerdem vollständig oder, soweit angegeben, teilweise an folgenden Gesellschaften beteiligt:
- Spiegel TV PRODUKTION GmbH
- Spiegel TV Infotainment GmbH
- Ericus Media GmbH
- Spiegel TV Geschichte und Wissen Verwaltungs-GmbH & Co. KG (51 %)
- Spiegel TV Geschichte und Wissen GmbH (51 %)
- Aspekt Telefilm Produktion GmbH

#### Harenberg Kommunikation Verlags- und Medien-GmbH & Co. KG
Der Harenberg Verlag gibt Kundenmagazine für den Buchhandel sowie die Spiegel-Bestsellerliste heraus.

#### Weitere Tochterunternehmen
- Spiegel Beteiligungsmanagement GmbH
- Ericus Beteiligungsmanagement GmbH
- Ericus Beteiligungs GmbH & Co. KG
- Harenberg Kommunikation Verlags- und Medienbeteiligungsgesellschaft mbH (Komplementär-Gesellschaft der Harenberg Kommunikation Verlags- und Medien-GmbH & Co. KG)

### Beteiligungen
- PMG Presse-Monitor GmbH (14 %)
- DCTP, Entwicklungsgesellschaft für TV-Programm mbH (12,5 %)
- Der Audio Verlag (2004–2008 25 % und 2008–2018 51 %)[34]
- 11 Freunde (seit 2023 51 %)[35]

## manager magazin Verlagsgesellschaft mbH
Die manager magazin Verlagsgesellschaft ist Dienstanbieter des Manager Magazin sowie des Harvard Business Manager. Die Rudolf Augstein GmbH hält 75,1 % der Kommanditanteile, Gruner + Jahr 24,9 %.

### Tochterunternehmen
- Die manager magazin new media GmbH & Co. KG ist Dienstanbieter der Online-Ausgabe manager-magazin.de des Manager Magazins, sowie des Harvard Business manager (online).[36]
- Die manager-lounge leaders network GmbH ist nach eigenen Angaben der „Businessclub“ und ein „Entscheidungsnetzwerk“ des Manager Magazins und des Harvard Business Managers.[37][38]